# FSV Uder 1921
Der FSV Uder 1921 ist ein deutscher Sportverein, der in der westthüringischen Gemeinde Uder beheimatet ist. Er ist durch den Fußballsport bekannt, mit dem man 1948/49 im Erstligabereich vertreten war. 

## Porträt

### Sportgemeinschaft
Nach dem Verbot aller Sportvereine nach dem Ende des Zweiten Weltkriegs entstanden nach 1945 in der Sowjetischen Besatzungszone (SBZ) zunächst lose organisierte Sportgemeinschaften (SG), die anfangs nur lokal begrenzt Sportwettkämpfe austragen durften. Im Landkreis Eichsfeld gründete sich u. a. die Sportgemeinschaft Uder, deren Fußballmannschaft aus dem 2500 Einwohner zählenden Ort sich 1948 über die Eichsfeld-Meisterschaft für die 1948/49 ausgetragene Landesklasse Thüringen qualifizierte. Die Landesklasse, in der der Thüringer Fußballmeister ermittelt wurde, gehörte zu diesem Zeitpunkt zu den vier höchsten Fußball-Ligen in der SBZ. Obwohl die SG Uder in ihrer Landesklassen-Staffel nur den letzten Platz belegte, war sie auch für die Saison 1949/50 in der nun zweitklassigen Landesklasse (Einführung der DDR-Oberliga) spielberechtigt. Dort trat die Mannschaft als SG „Geschwister Scholl“ Uder an und erreichte unter 13 Teams den Staffelplatz zehn, der nicht mehr zum Klassenerhalt reichte. Bis 1952 spielte die SG  in der viertklassigen Bezirksklasse Thüringen. Als 1952 die DDR-Länder aufgelöst und durch Bezirke ersetzt wurden, wurde Uder in die ebenfalls viertklassige Bezirksklasse Erfurt eingestuft. 
Im Laufe der Saison 1954/55 wurde die bisherige Sportgemeinschaft Uder in eine Betriebssportgemeinschaft (BSG) umgewandelt und trat nun als BSG Motor Uder an. 1960 stieg die BSG in die Kreisliga ab, aus der es erst 1965 eine Rückkehr in die Bezirksklasse gab. Dort verblieb die BSG Motor zehn Spielzeiten lang, ehe 1975 der Aufstieg in Bezirksliga Erfurt gelang. Mit Beginn der Saison 1975/76 kam es bei der Betriebssportgemeinschaft zu einem Wechsel des Trägerbetriebs, was die Namensänderung auf BSG Landbau Uder zur Folge hatte. In der Bezirksliga wurde die BSG 1975/76 nur Letzter und musste wieder in die Bezirksklasse zurückkehren. Dort spielte sie bis 1988 und stieg danach wieder in die Kreisliga ab, aus der es bis zum Ende des DDR-Spielbetriebes 1990 keine Rückkehr mehr gab. 

### Eingetragener Verein
Nach der politischen Wende von 1989/90 und den damit verbundenen wirtschaftlichen Veränderungen in der DDR brach das System der Betriebssportgemeinschaften zusammen, gleichzeitig wurde die Gründung von eingetragenen Vereinen möglich. Aufgrund dieser Tatsachen beschlossen Mitglieder der BSG Landbau Uder, die BSG in einen Verein umzuwandeln und den Namen in FSV Uder 1921 zu ändern. Hauptsportart blieb der Fußball, wenngleich die Männer über das Kreisniveau nicht hinauskamen. Erfolgreicher war das Abschneiden der Frauen, die 1965 mit einer Mannschaft den Spielbetrieb aufnahmen. Nach drei Kreismeistertiteln gelang 1998 der Aufstieg in die Frauen-Landesklasse, im Jahr 2000 der Aufstieg in die Landesliga. Ein Jahr später wurden die FSV-Frauen Thüringer Landesmeister, scheiterten aber in der Relegation zur Regionalliga. 2006 wurde erneut die Landesmeisterschaft gewonnen, aus wirtschaftlichen Gründen verzichtete der FSV  aber auf die Teilnahme an den Aufstiegsspielen. Neben den Fußballern nimmt den Verein auch im Tischtennis am Spielbetrieb teil.